# 中日新聞
中日新聞（ちゅうにちしんぶん）は、愛知県名古屋市中区に本社を置く中日新聞社が、東海地方を中心としたエリアで発行する日刊新聞・ブロック紙（広義の地方紙）である。ブロック紙を含む地方紙の中では国内最大の規模を誇る。

## 概要
戦時統合により新愛知と名古屋新聞が統合して創刊した経緯から、今なお大島家と小山家の2オーナー制が続いている。
名古屋都市圏（中京圏）では圧倒的なシェアを誇っており、2023年下半期平均での中日新聞単独部数は179万部（朝刊）である。東海3県（愛知県・岐阜県・三重県）でシェア1位であり、複数の都道府県でシェア1位を獲得しているのは中日新聞と最大手の読売新聞のみである。読売新聞、朝日新聞に次いで全国3位の発行部数を誇り、毎日新聞（136万部）、日本経済新聞（136万部）、産経新聞といった一部の全国紙の発行部数を上回る。ただし、公称部数かつ宗教団体の機関紙という特殊な性質を持つものの、聖教新聞は読売新聞に次ぐ550万部であり、聖教新聞を含めるならば中日新聞は4位ということになる。中日新聞東京本社が発行する東京新聞や中日新聞北陸本社が発行する北陸中日新聞などを併せれば約216万部（朝刊）に達する。
本記事では名古屋市中区の本社について、便宜上「名古屋本社」と記載する場合がある。

## 沿革
- 1886年（明治19年）- 新愛知の前身である『無題号』、名古屋新聞（以下、名古屋と略す）の前身である『金城だより』を創刊。
- 1887年（明治20年） - ＜新愛知＞『無題号』、『愛知絵入新聞』に改題。
- 1888年（明治21年） - ＜新愛知＞『愛知絵入新聞』、『新愛知』に改題。
- 1894年（明治27年）4月 - ＜名古屋＞金城新報、真金城と分裂。
- 1896年（明治29年）7月 - ＜名古屋＞真金城、『中京新報』に改題。
- 1906年（明治39年） - ＜名古屋＞『名古屋新聞』を創刊（中京新報を継承）。
- 1933年（昭和8年）5月1日 - ＜新愛知＞東京の『國民新聞』の経営権を取得。
- 1942年（昭和17年）9月1日 - 政府の新聞統制により、『新愛知』と『名古屋新聞』が合併して『中部日本新聞』を創刊。本社は当初、名古屋市中区西川端町の旧名古屋新聞本社に置く。
- 1944年（昭和19年）1月1日 - 朝刊一面掲載コラムの名称を現在の『中日春秋』とする[6]。
- 1946年（昭和21年）4月 - 本社を中区御幸本町通（現・中区丸の内）の旧新愛知新聞社本社に移す。西川端町の本社は別館となり、名古屋タイムズ社が入居する。
- 1950年（昭和25年）2月 - 森永ミルクキャラメルの「におい付き色刷り広告」を掲載、印刷技術新開発に成功。
- 1954年（昭和29年）2月25日 - 『中日スポーツ』を創刊。
- 1956年（昭和31年）2月23日 - 東京に進出し『東京中日新聞』を創刊。

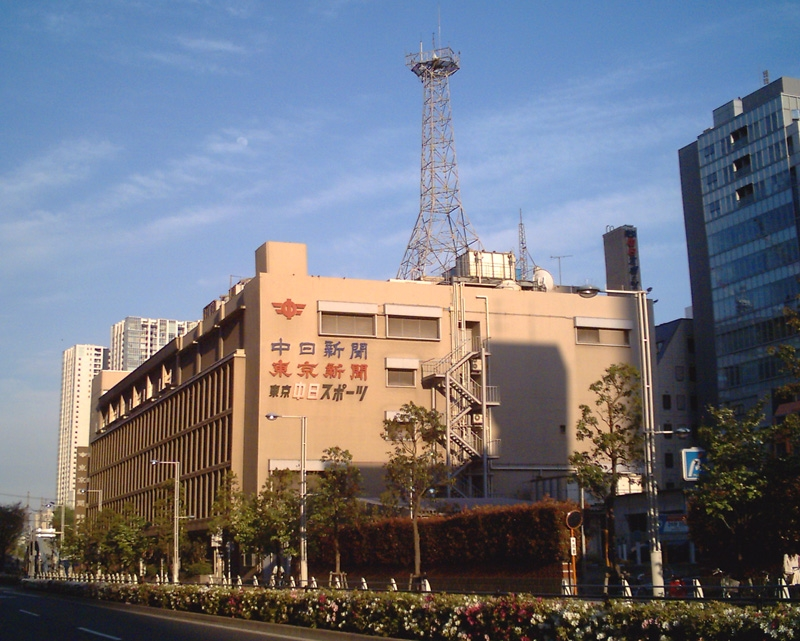
中日新聞東京本社の旧社屋（東京都港区港南）。現在は解体。

- 1960年（昭和35年）11月1日 - 株式会社北陸新聞社と提携して『北陸中日新聞』を創刊[注 1]。
- 1963年（昭和38年）11月 - 『東京新聞』（1942年、『都新聞』と『國民新聞』が合併して創刊）を発行する東京新聞社の経営に参加。
- 1965年（昭和40年）1月1日 - 題字を『中部日本新聞』から『中日新聞』に改題[注 2]。
- 1967年（昭和42年）10月1日 - 『東京新聞』の編集・発行を東京新聞社から承継（東京支社が『東京本社』に昇格）。
- 1970年（昭和45年）- 1月、朝刊にて佃公彦による4コマ漫画『ちびっこ紳士』連載開始[注 3]。3月1日、『東京中日新聞』が『東京中日スポーツ』に改題。
- 1971年（昭和46年）9月1日 - 株式会社中部日本新聞社から『株式会社中日新聞社』に社名を変更[注 4]。名古屋市中区三の丸一丁目に現在の社屋が完成。
- 1972年 （昭和47年） - 『中日新聞縮刷版』の刊行開始。
- 1973年（昭和48年）4月 - 東京都千代田区内幸町二丁目に「日比谷中日ビルディング」（現在の東京本社所在地）完成。
- 1981年（昭和56年） - 静岡県浜松市に東海本社を開設。静岡県版の印刷・発行を名古屋本社から承継。
- 1984年（昭和59年）- 『ちびっこ紳士』連載5,000回突破。2月、同連載を『ほのぼの君』に改題。
- 1986年（昭和61年） - 創業100周年。名古屋本社のCTS（電子写真植字システム）『センチュリー』計画完了。
- 1993年（平成5年） - 『日刊福井』の発行を株式会社日刊福井から継承（北陸中日新聞の福井版と統合）。
- 1994年（平成6年）6月 - 『日刊福井』が『日刊県民福井』に改題。
- 1999年（平成11年） - 2月1日付朝刊より発行者名義を「中日新聞本社」から「中日新聞社」に変更[注 5]。
- 同年2月 - 岐阜総局が岐阜支社に昇格。
- 2000年（平成12年） - 1月1日付より、「発行所」と「社章」「中日新聞社」の間の改行がなくなり、1行で表記されるようになる。また、朝夕刊ともに同一のクレジットとなる。
- 2003年（平成15年） - 各種のコンピュータ機能を1台のパソコン端末に集約、整理記者が1人で紙面編集できる編集組版システム『サムライ』に全面移行。
- 2006年（平成18年）- 創業120周年。
- 同年10月1日 - 東京本社が港区のJR品川駅港南口の旧社屋から、日比谷中日ビルディングに移転。
- 2007年（平成19年） - 前年暮れより佃公彦がパーキンソン病にて体調を崩したことから3月8日、15,451回の新聞漫画歴代最長記録（当時）をもって『ほのぼの君』の連載を終了。7月、さくらももこによる朝刊4コマ漫画『ちびまる子ちゃん』連載開始。
- 2008年（平成20年）12月 - 長年金曜日の朝刊に折り込まれていた別刷り「週間テレビガイド」が廃止、2009年1月から「週間テレビガイド」はサンデー版に内包される。
- 2010年（平成22年）- 朝日新聞社との提携で新聞相互委託印刷を行うことで基本合意。
- 同年10月12日 - 北陸本社が石川県金沢市南町から、同市駅西本町の新社屋に移転。
- 同年12月 - 旧東京本社跡地（港区港南）に再開発ビル「品川フロントビル」が完成。
- 2011年（平成23年）8月 - 子供向け週刊新聞『中日こどもウイークリー』を創刊。12月31日『ちびまる子ちゃん』連載終了。
- 2012年（平成24年）2月 - 森栗丸による朝刊4コマ漫画『おーい 栗之助』連載開始。
- 2014年（平成26年）1月 - 元日付より紙面リニューアル。フォントの拡大や天気予報欄のレイアウト変更などを実施。
- 2015年（平成27年）1月1日 - 戦後70年企画として、読者投稿による「平和の俳句」（選者：金子兜太・いとうせいこう）を東京新聞と共同で1面で掲載。当初は1年間の掲載を予定していたが、好評により2016年以降も継続される。
- 2016年（平成28年）- 創業130周年。
- 2017年（平成29年）- 3月31日、『おーい、栗之助』終了。4月1日、 青沼貴子による朝刊4コマ漫画『ねえ、ぴよちゃん』連載開始。
- 2020年（令和2年）10月1日
  - 新聞製作に関わる経費と流通経費の上昇により新聞発行、戸別配達網の維持が厳しいことを理由に1994年2月以来、26年ぶりに宅配購読料を値上げ。これまでの4,037円から4,400円（本体4,074円+税326円）に引き上げた[7]。
  - 紙面リニューアル実施。朝刊1面のレイアウトを変更し、「きょうの紙面」[注 6]を拡充。紙面内の記事から気になった名言を一言選び出した「言の葉（ことのは）」欄[注 7]を題字横に、当日の紙面から印象的な数値をピックアップした「ニュースな数字」欄を「きょうの紙面」内にそれぞれ新設。
- 2022年（令和4年）2月17日 - 「中日新聞電子版」のサービス開始[8]。
- 2023年（令和5年） - 9月1日付朝刊より記事の表記が漢数字からアラビア数字に変更[9]。
- 2023年（令和6年）4月1日 - 「中日新聞電子版」のサービスを拡充[10]。

## 論調・社説
今でこそ日本国内の主要商業新聞の中では朝日新聞と並んでもっとも革新的な論調だが、合併前の2紙（旧新愛知、旧國民新聞）は現在とは異なる思潮に立っていた。

戦前の旧新愛知は立憲政友会系ということもあり、右寄り路線だった。1933年に旧新愛知が買収した旧國民新聞も同様の流れに属していた。また旧名古屋新聞は昭和初期の二大政党制では立憲民政党に近い立場を取っていた。立憲民政党はどちらかといえばリベラル（自由主義、政治的穏健な革新）に近かったものの、当時は社会主義や共産主義を掲げる政党が軒並み非合法とされていたため、戦後日本の左派政党とは思潮(思想)や支持層が根本的に異なる。

### 左派・革新路線への転換
右寄り路線は、旧國民が旧都新聞と合併した、初期の東京新聞では、中部日本新聞の管轄下になる昭和30年代後半まで引き継がれた（1963年11月業務提携、1967年10月営業譲渡）が、中部日本新聞では当初、旧名古屋新聞（新愛知と1942年に合併した新聞社）出身者が論説の主導権を握り、加えて旧新愛知で編集主幹を務めた田中斉が1946年（昭和21年）の総選挙に日本社会党公認で立候補し当選したことで、180度転換する。これ以降、現在まで国政では中道左派〜左派の立ち位置を取るようになった。国会に議員を出している政党では旧日本社会党（現・社民党）、旧民主党、立憲民主党に近い。なお、民共共闘以後は日本共産党にも一定の評価をしており、『しんぶん赤旗』が2015年以降、本紙の論調をそれなりに評価する姿勢に変化している。
2012年11月28日の社説「脱原発の新党 民意のよき受け皿に」では、 脱原発の新党「日本未来の党」を評価し、「十年後をメドにすべての原発を廃止」と主張する小沢一郎代表の「国民の生活が第一」、日本共産党や社民党とも協力も提案している。

同年12月の第46回衆議院議員総選挙の結果で、第2次安倍内閣が発足したときの「特報 安倍内閣 名付けるなら…」という記事にて、森田実の「極右はしゃぎすぎ」、國分功一郎の「学力低下」、北原みのりの「ネトウヨ」といったコメントを掲載した。選択的夫婦別姓制度については賛成の立場をとっている。
日本国憲法改正・日本国首相の靖国神社参拝・日本の原子力発電・君が代起立命令判決・特定秘密保護法案・平和安全法制などに批判的である。
中日新聞の幹部に岡田三兄弟の三男・昌也がいる（長男はイオン社長・元也、次男は立憲民主党衆議院議員で民主党元代表・克也）。立憲民主党所属で、党内左派グループサンクチュアリ代表の近藤昭一は元中日新聞の社員である。
東日本大震災時の福島第一原子力発電所のメルトダウン事故以後は、福島に支局を設け脱原発の特集記事を政治、社会、科学における記事だけでなく、特捜班を結成し、連日連載した。このため全国紙はもとより、ブロック紙の中でももっとも強硬な反原発論陣を張っている。ただし一部には偏向報道だという指摘もあり、江川紹子は「反原発機関紙だ」とツイッターで批判している。また佐高信は『サンデー毎日』のコラムにおいて、「原発推進派の幸田真音を長きに渡りコラムを連載させた時点で反原発であったとは言えない」と指摘している（下記の『疑義が持たれた報道』も参照）。
安倍晋三が掲げた経済政策であるアベノミクスについては、2013年1月29日の中日新聞夕刊の夕歩道（夕刊コラム）において「調子に乗りすぎるなよアベノミクス」と述べている。一方で、2013年2月10日の社説において「金融緩和と拡張的財政政策の組み合わせは景気を刺激する。これは経済学の教科書に必ず書いてある基本の話で、実は議論の余地はない」「本紙はこの10年ほど、一貫して金融緩和の重要性を指摘している」と述べている。実際、欧米のリベラル･左派･進歩主義者の多くは「反緊縮」を掲げており、アベノミクスや現代貨幣理論に近い立場を取る。

### 朝鮮半島関連
朝鮮学校に対して、擁護や支援の報道する立場をとっている。2011年2月3日の社説「朝鮮学校無償化 教育機会をゆがめるな」でも朝鮮学校を無償化にすべきと報道をしている。

## 特色
- 東海3県を中心に、静岡県[注 8]、長野県[注 9]、滋賀県[注 10]、福井県（一部地域）、和歌山県[注 11]を販売エリアとする。長年、「世界の動き 身近な話題」をキャッチフレーズに用いている。愛知・岐阜・三重の3県では「新聞は中日」のキャッチフレーズが浸透するほど購読率が高く、全国紙を大きく上回っている。東海本社（静岡県分）では「読みたい中日 読まれる中日」をキャッチコピーにしている。東京新聞が中日新聞社発行となったこともあり、東京に大きな取材拠点があることや、ブロック紙3社連合の北海道新聞、西日本新聞と相互に海外に数多くの特派員を送り出しており、全国紙でないにもかかわらず通信社の記事だけに依存していなかったが、2023年以降パリ支局の閉鎖など海外拠点を大幅縮小した結果、通信社の記事が大半を占めるようになった。2001年時点では25か所存在した海外支局[18]は、2024年時点では4か所にまで縮小された[19]。また、社説などを執筆する論説委員は系列紙の東京新聞を合わせると30人近くであり、全国紙並みの人数を有している[20]。

- 販売エリアのうち、宅配エリアは下記の通り[21]。
  - 愛知県・岐阜県・三重県・福井県・・・全域
  - 静岡県・・・下記を除く静岡市以西
    - 川根本町、静岡市葵区の旧井川村地区

  - 長野県・・・下記を除く長野市・麻績村・筑北村・青木村・松本市・下諏訪町・諏訪市・茅野市・原村以西
    - 小川村、千曲市、坂城町、富士見町

  - 滋賀県・・・下記を除く全域
    - 高島市の旧今津町以外、大津市北部

- 東京新聞、北陸中日新聞、日刊県民福井など自社の別媒体で、一部地域を除く東海地方や北陸地方（富山県、石川県、福井県）、関東地方および近畿地方（滋賀県のほぼ全域と和歌山県の一部）までの広大な地域をカバーしており、全国紙ほどではないものの、複数の地域をカバーするブロック紙と呼ばれている。
- 「中部日本新聞」発足後、当時は東京を中心に東日本を販売対象としていた読売新聞と編集協定を結んでいたが、経営難に陥った東京新聞社の経営に関わることになったために、協定関係を解消した[注 12]。
- 岐阜県については、県紙である岐阜新聞と激しい競合関係にあり、地元では（特に旧名古屋新聞系の小山派とは）犬猿の仲とも言われていた。これは、紙面における岐阜放送（ぎふチャン・GBS、岐阜新聞傘下の放送局）の扱いや、ぎふチャンテレビの愛知県方面へのスピルオーバー制限、[要検証 – ノート]長良川河畔での花火大会[注 13]に現れている。[独自研究?]愛知県向けラジオ欄での同局のサイズは、2010年9月30日までは極小サイズだったが、10月1日からは拡大した。詳しくは後述。
- 三重県内では、名古屋都市圏に属する北勢地方や津市以北の中勢地方を中心にシェアが高く、全県的に見ても県紙の伊勢新聞を大きく上回っている。昭和戦後期に四日市公害問題の四日市ぜんそく患者死亡の報道を盛んに行い、四日市支局を重視している[注 14]。
  - ただし、大阪への通勤圏に属する中勢地方南部の近鉄大阪線沿線地域や伊賀地方は全国紙と激しい競合関係にある。
- 静岡県については、中日系の新聞の発行エリアが地域によって重複する。東京新聞（静岡版）は全県が「統合版」エリアであるため、朝刊のみの発行である。なお、全国紙は軒並み東京本社のエリアであり、岐阜県同様、県紙の静岡新聞とはライバル・競合関係である。
  - 遠州（浜松・湖西・磐田・掛川・御前崎・菊川など）は、中日（東海本社版）のみの販売。なお、浜松市には東海本社がある。
  - 県中部（静岡・藤枝など）では中日（東海本社版）と東京（静岡版）との併売。なお、東京（静岡版）は、静岡市内など、大井川以東の駿河地方のうち富士川以西の都市部で宅配で購読できるものの、駅売店・スタンド・コンビニなどでの1部売り、いわゆる「駅売り」は最近はほとんどしていない[注 15]。また、専売所では併売はしているが、昭和末期は静岡大学図書館など一部の定期購読先では郵送対応で時差配達だったところがあった。なお、夕刊希望者には朝刊統合版と一緒に翌朝の配達になり、降雪などのアクシデントが起きた場合は朝刊時間帯には中日東海本社版の配達とお詫び文が添付され、夕刊時間帯に朝刊を再送する専売所もあった。
  - 県東部（沼津・御殿場など）と伊豆（熱海・伊東・下田など）では、東京新聞（静岡版）のみの販売である。
    - 県東部のうち、富士川流域の富士市・富士宮市では中日新聞（東海本社版）と東京新聞（静岡版）を併売（ただし、東京新聞は駅での即売はない）していたが、2020年12月31日付で中日新聞（東海本社版）の富士川以東への配送を取りやめたため、東京新聞（静岡版）のみとなった。
    - 沼津市・裾野市と、伊豆地方に向けては当初より東京新聞（静岡版）のみの販売。
- 長野県については静岡県とは事情が異なり、全国紙は東京本社のエリアとなっているが、中日新聞系は読売新聞提携時代、東北信を読売（東京版）、中南信を中日（名古屋版）と住み分けていた名残から、中日（名古屋版）の単独エリアである。
  - そのため提携解消後は読売→読売本社→東京本社版・中日→中日本社版で統一されているが、中日新聞の東北信版は現在も発行されておらず、長野市など北信の一部地域では中信版が頒布されている。
  - また、1975年までは、同県地方紙の信濃毎日新聞が東北信偏重報道を行っていた影響から、主に飯田市・下伊那郡（南信の南信州地域に相当）で購読トップという逸話がある。
2007年上半期時点で、長野県内での発行部数（約4.8万）は、信濃毎日新聞の10分の1（日本新聞協会調べ）[注 16]。
- 甲信越地方である新潟県と山梨県では、東京中日スポーツが山梨県の大部分の地域、新潟県の一部地域で購読できるが、中日・中スポ・東京は販売エリア外である。
- 滋賀県では、主に湖東・湖北で購読されている。滋賀県は大阪市を中心とした関西圏に属するが、県紙と呼べる新聞がなく[注 17]、名古屋からも比較的近いため中日新聞が進出しており、京都新聞とともに県紙の代役となっている。名古屋に近い長浜市・米原市・彦根市などでは中日のシェアが高い。ただし、大阪や京都に近い大津市や高島市の湖西地域では京都新聞が主力となるため、中日の購読率は低い。
- 福井県は北陸本社（北陸中日→日刊県民福井）の担当地域であるが、嶺北地方では中日（名古屋版）と併売している。
  - なお、僚紙・中日スポーツの滋賀・福井向けの新聞は、わずかな部数ではあるが京都市を中心とした京都府の一部地域の駅売店・コンビニエンスストア向けの即売が行われている。
- 2005年12月15日から、「通信と放送の融合ならぬ新聞と漫画のコラボレーション」として、税・予算記事の解説に漫画『現在官僚系 もふ』のキャラクターを起用している。
- スポーツ欄のプロ野球関連の記事は、自社が親会社になっている中日ドラゴンズが中心である。そのためドラゴンズ関連の記事は試合の勝敗に関係なくほとんどカラーで扱われる。2011年の日本シリーズでは福岡ソフトバンクホークスに敗れたにもかかわらず、監督であった落合博満の退任も重なり、日本一のソフトバンクよりも写真が大きく扱われた。
- 経済関係ではトヨタ自動車のニュースが突出して取り上げられる。経済欄ではトヨタおよびトヨタグループの記事が常時4分の1を占め、連載記事でもトヨタがよく取り上げられる。また、トヨタの新車や人事については1面で取り上げられることもしばしばである（例：2023年2月12日1面「ランクル 初のＨＶ」）。
- SDGsを本社で推進しているおり、しばしばその関連記事が載るが、ジェンダー関連は頻繁に掲載する一方、二酸化炭素排出抑制に貢献するモータリゼーションの見直し（モーダルシフト）は積極的に取り上げようとせず、むしろ前述のように、トヨタとの関係からモータリゼーションを重視し、2022年から岸田政権が行っているガソリン補助制度の継続を強く訴えたり[22]、三遠南信自動車道や東海環状自動車道などの高速道路建設推進をアピールしている。
- 中京圏では夕刊の休・廃止が相次いでおり、2023年5月以後、朝夕刊をセットで販売するのは中日新聞を除けば、日本経済新聞名古屋支社管轄の日本経済新聞のみとなった[注 18]。

### 被疑者の呼び捨て廃止
中日新聞社は1989年12月1日朝刊から事件・事故報道について従来の被疑者の「呼び捨て」をやめ、氏名の下に「容疑者」の呼称をつけることにした。最近、人権意識が一層高まってきた▽捜査ミスによるえん罪事件が増え、再審事件でみられるように誤判の可能性もある▽起訴後の裁判段階では「被告」の呼称をつけており、逮捕段階での呼び捨て報道と矛盾することなどから検討した結果、被疑者の法律的立場を明確にする「容疑者」の呼称をつけることにしたとし、「中日新聞社は、今後とも事件・事故報道はもちろん一般記事についても一層人権に配慮するよう努めます。」とした。編集委員の飯室勝彦は「書かれる側の被疑者に対する配慮がおろそかになっていたかと問われれば、残念ながら否定しきれない。失敗を数え上げればきりがない。」「「○○容疑者」とするのは単なる呼称の問題ではなく、「まだ容疑者である」ことを意識して取材し原稿を書く、という中身の問題であると受け止めている。」と同日の紙面上で綴った。

## 県版
各県内での広域地区版のほか、地域面などで細分化される。ここでは、中分類までのみを記載する。小分類については公式サイトなどを参照。

### 愛知県版
題字は「県内版」。愛知県と静岡県のみ「県内版」と称する。
- 市民版 - 名古屋市内のみ市民版と称する（なお春日井市の二子町など名古屋市北区に近接した城北線以南の地域、尾張旭市の名古屋市守山区に近接した印場地区や名古屋市名東区が至近な本地ヶ原地区など、長久手市の久保山・杁ケ池など名古屋市名東区に近接した地域、日進市の赤池・香久山・岩崎・竹の山地区一帯、豊明市の名古屋市緑区に近接している中京競馬場周辺と市役所所在地の前後町も市民版の発行区域に含まれている）[27]。
- 全尾張版
  - 尾張版 - 一宮市、稲沢市、清須市、津島市ほか
  - 近郊通し版
    - 近郊北部版 - 春日井市、小牧市、犬山市、西春日井郡豊山町ほか
    - なごや東版 - 瀬戸市、愛知郡東郷町ほか

  - 知多版 - 半田市、東海市、大府市、常滑市ほか
- 全三河版 - 三河地区については、基本的には下記の「西三河」「東三河」に分けて掲載しているが、月曜日、年末年始、大規模選挙（国政選挙、ならびに統一地方選挙など）の翌日などは西三河・東三河・豊田地区の記事をまとめて載せるため、統合した「三河版」となる。またそれ以外の日であっても、相互に東三河・西三河・豊田地区の記事が掲載される場合も統合した「三河版」とする場合がある。
  - 西三河版
    - 豊田版 - 豊田市、みよし市ほか
    - 西三河南部版 - 岡崎市、刈谷市、安城市、知立市ほか

  - 東三河版 - 豊橋市、蒲郡市、豊川市、新城市ほか

### 岐阜県版
題字は「岐阜県版」。
- 岐阜近郊版 - 岐阜市、各務原市、羽島市ほか
- 東濃版 - 多治見市、中津川市ほか
- 可茂版 - 美濃加茂市、可児市、加茂郡、可児郡
- 西濃版 - 大垣市、海津市、不破郡ほか
- 中濃版 - 関市、美濃市、郡上市ほか
- 飛騨版 - 高山市、飛騨市、下呂市ほか

### 三重県版
題字は「三重版」。
- 北勢版 - 四日市市、桑名市、いなべ市、桑名郡、三重郡、員弁郡
- 中南勢版
  - 津市民版[注 19] - 津市
  - 鈴鹿・亀山版 - 鈴鹿市、亀山市
  - 松阪・紀勢版 - 松阪市、度会郡、多気郡
  - 伊勢志摩版 - 伊勢市、鳥羽市、志摩市
- 伊賀版 - 伊賀市、名張市
- 紀州版
  - くろしお版[注 20] - 尾鷲市、熊野市、北牟婁郡、南牟婁郡、和歌山県新宮市など

### 静岡県版
名称は「東海本社版」、題字は「県内版」。静岡県と愛知県のみ「県内版」と称する。
- 遠州版 - 浜松市、湖西市、磐田市、掛川市、御前崎市、菊川市ほか
  - 浜松市民版
  - 湖西版
  - 浜松・遠州版
  - 中・東遠版
  - 西部版
- 静岡版 - 静岡市、藤枝市ほか

富士川以東の静岡県内では東京新聞のみの販売だが、東京新聞静岡版は中日新聞東海本社（浜松市）が編集している。

### 長野県版
名称は「長野県版」、題字は「信州」。
- アルプス版 - 飯田市、駒ヶ根市、松本市、塩尻市、長野市[注 24]など

### 滋賀県版
名称は「滋賀県版」、題字は「滋賀中日」。
- びわこ版 - 彦根市、米原市、長浜市、高島市、近江八幡市、東近江市、甲賀市、野洲市、草津市、大津市など

### 福井県版
名称は「福井県版」、題字は「福井」。
- 嶺北版 - 福井市など
- 嶺南版 - 敦賀市、小浜市など

## 題字の地紋

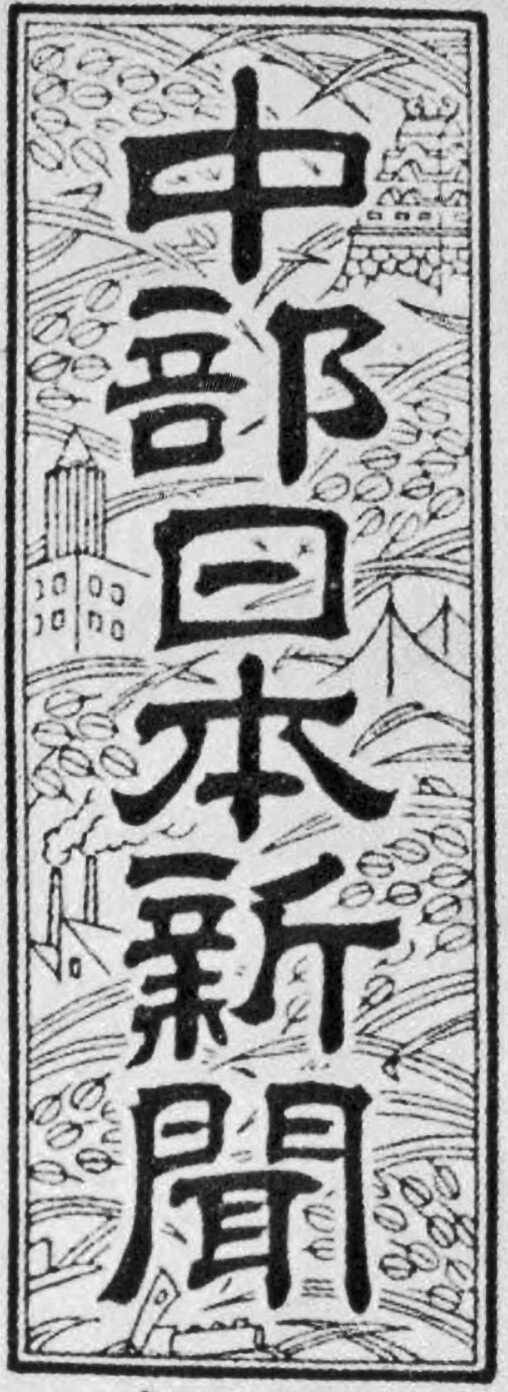
『中部日本新聞』時代の題字（1942年9月 - 1964年12月）

- 中日新聞の題字の地紋には、発行エリアの名古屋市や東海3県内の自然、歴史、文化、産業などを象徴する名所名物などの絵が描かれている。「中部日本新聞」時代は稲穂をバックに名古屋城、愛知県庁、工場、船舶、蒸気機関車などの絵が描かれていた。1965年1月1日に「中日新聞」と改題されてからは、名古屋城、愛知県庁、船舶に加え、名古屋テレビ塔、東海道新幹線の絵が題字の地紋として使われてきた。2001年3月から、題字右側に出ていた名古屋城が左側に移動、新たにJRセントラルタワーズ、ナゴヤドーム、二見興玉神社の夫婦岩、日本アルプスとライチョウの絵に変わった。
- 東海本社版（静岡県内向け紙面）の題字の地紋は、富士山、静岡茶の壺、みかん、オートバイ、ピアノ、四輪乗用車、浜名湖の静岡県の自然、歴史、文化、産業などを象徴する絵が1981年の発刊から使われている（四輪乗用車の絵は、2001年3月からフェンダーミラーだったものがドアミラーに変更された）。
- なお、各県版（地域面）にも各県に合わせた地紋[注 26]がある。

## 疑義が持たれた報道・捏造報道・スキャンダル
- 2005年3月から1年間、生活部記者が署名入りで書いていた連載記事において、掲載したイラストの約8割が他社の書籍のイラストの無断転載であることが発覚。記者ではなく、上司に処分が下された。また加藤幹敏編集局長が「チェックに甘さがあり、イラストの著者と講談社、医学芸術社、読者にご迷惑をおかけしたことを深くおわびします。著作権に対する管理を厳格にし、再発を防止したい」とコメントした。
- 2016年5月に掲載した記事「新貧乏物語 第4部 子どもたちのSOS」内の記事で、事実無根の記事や写真が掲載されたとして同年10月12日に謝罪した。この記事は反貧困ネットワーク主催の「貧困ジャーナリズム賞」を受賞しており、グループの東京新聞などにも掲載された。記者は「原稿をよくするために想像して書いてしまった」と想像で記事を書いたことを認めたが、具体的にどの記者が関わったかは非公表であり、また連載を打ち切る予定はないとした[28][29]。
  - 中日新聞社は同年10月30日付朝刊に検証結果を2ページで掲載。また同社は、管理・監督責任として取締役名古屋本社編集局長を役員報酬減額、同本社社会部長と社会部の取材班キャップをけん責、執筆した記者を停職1か月とする懲戒処分を決めた。いずれも11月1日付[30][31]。
- 2012年12月27日付朝刊において、前日に発足した第2次安倍内閣に関する「安倍新内閣 名付けるなら」と題した特集記事が「最低すぎる」「便所の落書きレベルだ」と読者やネットユーザーから100本近くの電話が殺到し、厳しい批判を受けた。記事では中日新聞のレイアウトは、右手を挙げて官邸入りする安倍首相の全身写真の周りを「ネトウヨ」「改憲」「学力低下」のネーミングが取り囲む形で、東京新聞版はサブ見出しを太い黒文字で「『敗者復活』の『逆戻り』」「『改憲』狙いの『厚化粧』」などと紹介した。その中で北原みのりは「戦争ごっこで遊びたい『ネトウヨ内閣』」、脱原発デモ主催者の松本哉は「まぐれ敗者復活内閣」「期待度ゼロ内閣」、また党役員に女性を起用したことに対し辛淑玉は「厚化粧内閣」と命名していた。市民団体「子供たちを放射能から守る福島ネットワーク」世話人の椎名千恵子は「福島圧殺内閣」、元沖縄県知事の大田昌秀は「新内閣は改憲内閣』になりかねない」とした。東京新聞特報部はJ-CASTニュースの取材に対し「なぜ否定意見ばかり載せたのか」と質問には「他にも多くの人に依頼したが断られるなどしてこの10人になった」「結果として『バランスを欠いている』と指摘されれば否定はできないし、もう少し（表現について）オブラートに包むべきだったかもしれない」と回答した[32]。

### 不祥事
- 2018年5月、記者が暴力団の恐喝のための呼び出しに随行したり、記者の地位で得た警察の情報を渡していた。中日新聞社は記者倫理に反すると記者の処分を決めた[33][34]。中日新聞社は、当該記者を停職1か月とする懲戒処分を決めた。また監督責任として、平田浩二名古屋本社編集局長と寺本政司同局次長兼社会部長をけん責処分とした。いずれも6月1日付[35]。
- 2021年3月、名古屋本社事業局に勤務していた40代男性社員が、イベント開催の収入約200万円を私的に流用したとして諭旨退職処分にした。なお管理監督責任として、鷲見卓取締役事業担当ら3人を役員報酬減額などの処分にした。いずれも3月25日付[36]。
- 2022年4月17日投開票の愛知県北名古屋市長選挙を取材していた男性記者が、同市幹部の依頼により、選挙に出馬した元市議の男性が開いた出馬表明の記者会見を録音し、当該の市幹部に提供していたことが、同年3月24日に同社の社内調査で判明。中日新聞社は「取材を報道目的以外で利用した不適切な行動である」として、この記者を処分する方針である[37]。

## 番組表

### テレビ欄
- 中日新聞の朝刊テレビ欄は、愛知・岐阜・三重の各県は同じ放送エリアであるが、番組表の配列が異なっている。これはテレビ愛知が愛知県、ぎふチャンが岐阜県、三重テレビが三重県の県域放送局であるため[注 27]の配慮であるとされている。またこれとともに、三重県も全県で統一した版とはせずに、近畿広域圏内の放送が受信できる地域を配慮して、東紀州・伊賀地方向けの配列が他の三重県版とは大きく異なっている。なお夕刊も東海地方ではかつて県別のフォーマットがあったが現在は統一されている。以下、朝刊について記述する。

全域掲載（最終面）
フルサイズ
- NHK総合 地域により1、または3[注 28]
- NHK Eテレ 2

ハーフ以下
- NHK BS BS1
- NHK BSプレミアム4K BS4K8K 1
- NHK BS8K BS4K8K 2
- BS日テレ BS4
- BS朝日 BS5
- BS-TBS BS6
- BSテレ東 BS7
- BSフジ BS8
- BS10 テン BS10
- BS10スターチャンネル 同上
- BS11 イレブン BS11
- BS12 トゥエルビ BS12

全域掲載（中面　すべてハーフ以下）
- WOWOWプライム・ライブ（赤）・シネマ（緑） BS9（静岡版は最終面に掲載）
- 囲碁・将棋チャンネル BS363（静岡版は非掲載）
- BSよしもと BS265（静岡版は最終面に掲載）
- 日本映画専門チャンネル BS255
- 時代劇専門チャンネル CS292
- J SPORTS 1（BS242）・2（BS243）・3（BS244）・4 （BS245）
- 放送大学BSテレビ（BS231）・ラジオ（BS531）

| 掲載地域 | 掲載地域                                             | フル（レギュラー）サイズ                                                | ハーフサイズ                                                          | 備考 |
| -------- | ---------------------------------------------------- | ----------------------------------------------------------------------- | --------------------------------------------------------------------- | --- |
| 愛知県   | 愛知県                                               | CBCテレビ 5 東海テレビ 1 テレビ愛知 10 メ〜テレ 6 中京テレビ 4          | 三重MTV 7 ぎふチャン 8                                                | 東海3県向け夕刊もこの配列（三重・ぎふは中京テレビの右隣にハーフサイズ）で収録している。 |
| 岐阜県   | 岐阜県                                               | CBCテレビ 5 東海テレビ 1 メ〜テレ 6 中京テレビ 4 テレビ愛知 10          | ぎふチャン 8 三重MTV 7                                                | テレビ愛知は岐阜県の山間部など一部の地区で受信出来ないため、 非中日系（中日資本のない）のメ〜テレ・中京テレビの次に配列し、 ぎふチャンは岐阜新聞系列という理由でハーフサイズに配置した。 アナログ放送時代は飛騨地域の地方版に北日本放送を掲載していたことがあった。 |
| 三重県   | 三重版 （伊賀・紀州地域を除く）                      | CBCテレビ 5 東海テレビ 1 三重MTV 7 メ〜テレ 6 中京テレビ 4              | テレビ愛知 10 ぎふチャン 8                                            | 三重テレビは中日資本で揃えるためにCBCテレビ・東海テレビの隣に配列。 また一部地域で受信出来ない所があるため、テレビ愛知をハーフサイズにしている。 アナログ時代は中勢・松阪・紀勢地区の地方版で、ケーブルテレビを含め 受信不可であるテレビ大阪を除く、在阪民放4局の番組表をスペースの関係で 午後以後のみ掲載した。 |
| 三重県   | 伊賀・新宮版 （名張市、伊賀市および 和歌山県新宮市） | MBSテレビ 4 ABCテレビ 6 カンテレ 8 読売YTV 10 CBCテレビ 5 東海テレビ 1  | 三重MTV 7 中京テレビ 4 メ〜テレ 6 テレビ和歌山                        | 三重テレビは地元局であるが、関西広域圏も受信できる地域を配慮し、 ハーフサイズ扱いとなっている。 在名局は中日資本のあるCBCテレビと東海テレビをフルサイズ、 非中日系のメ〜テレ及び中京テレビをハーフサイズで掲載。 テレビ和歌山のリモコンキーIDは非表示である。 テレビ愛知とテレビ大阪はケーブルテレビ再送信を含め受信不能なので非掲載。 またNHK総合に関しては大阪局の番組欄を掲載しているが、 地域面に津放送局の差し替え番組欄を掲載している。 伊賀版ではアナログ時代の地域面に奈良テレビが掲載されていた。                                    |
| 三重県   | 紀州版 （熊野市など）                                | CBCテレビ 5 東海テレビ 1 メ〜テレ 6 中京テレビ 4 MBSテレビ 4 カンテレ 8 | 読売YTV ABCテレビ 三重MTV テレビ和歌山                                | 三重テレビ・テレビ和歌山は地元局であるが、 中京広域圏も受信できる地域を配慮し、ハーフサイズ扱いとなっている。 関西広域圏では中日系のCBCテレビ及び東海テレビの在阪準キー局である MBSテレビ・カンテレを非中日系のメ〜テレ・中京テレビの次に配列。 ハーフサイズでは中日系の三重テレビ、テレビ和歌山の次に、 非中日系のメ〜テレ及び中京テレビの在阪準キー局であるABCテレビ・読売テレビを掲載。 三重MTV・ABCテレビ・読売YTV・テレビ和歌山のリモコンキーIDは非表示である。 テレビ愛知とテレビ大阪はケーブルテレビ再送信を含め受信不能のため非掲載。 |
| 静岡県   | 遠州版                                               | テレしず 8 静岡朝日テレビ 5 SBS静岡放送 6 Daiichi-TV 4                  | CBCテレビ 東海テレビ テレビ愛知 メ～テレ 中京テレビ ※中面に掲載       | 中日資本を有するテレしず・静岡朝日テレビ（静岡新聞も出資）を最初に配列し、その次に静岡新聞系列であるSBS静岡放送、静岡新聞も出資しているDaiichi-TVを配列。 中京広域圏の準キー局をハーフサイズで掲載。 |
| 静岡県   | 静岡版                                               | テレしず 8 静岡朝日テレビ 5 SBS静岡放送 6 Daiichi-TV 4                  | CBCテレビ 東海テレビ テレビ愛知 メ～テレ 中京テレビ ※中面に掲載       | フルサイズについては従前より遠州版と同一。 かつてはハーフサイズで日本テレビ・TBSテレビ・フジテレビ・テレビ朝日・テレビ東京の番組欄を掲載していたが、2017年1月の紙面刷新で遠州版と静岡版（県中部）で異なっていた番組欄を県内共通版に統一したため掲載を打ち切り、遠州と県中部の全域で在名局のみの掲載に移行した。 これは、在京キー局の静岡県内においてのケーブルテレビ再送信を行わなくなったことに伴うものである。 |
| 静岡県   | （東京新聞静岡版）                                   | Daiichi-TV 4 静岡朝日テレビ 5 SBS静岡放送 6 テレビ東京 7 テレしず 8     |                                                                       | 東京新聞静岡版（駿河地方のうち富士川以西の都市部ならびに県東部の全域と伊豆地方で発売）では静岡県域局を県域版でハーフサイズで掲載していたが、2018年10月1日より、フルサイズでの掲載に切り替わった。 それ以前はフルサイズでは在京キー局のみを掲載していた。 フルサイズの収録局は中日新聞遠州版・静岡版と共通だが並び順が異なる。 |
| 長野県   | 長野県                                               | 長野放送 8 信越放送 6 テレビ信州 4 長野朝日放送 5                       | CBCテレビ 東海テレビ メ～テレ 中京テレビ テレビ愛知 ぎふチャン テレ東 | 中日資本を有する長野放送を最初に配列。 在名局と在京キー局のリモコンキーIDは非表示である。 なお2014年7月24日まで日本テレビ・TBSテレビ・フジテレビ・テレビ朝日の 番組欄も掲載されていたが、ケーブルテレビに於いての再送信を行わなくなったことを踏まえて、在京キー局は県内に系列局が無いテレビ東京のみの掲載となった。 また、ぎふチャンは過去には地方面に極小サイズで掲載されていた。 |
| 滋賀県   | 滋賀県                                               | MBSテレビ 4 ABCテレビ 6 カンテレ 8 読売YTV 10 びわ湖BBC 3               | KBS京都 5 テレビ大阪 7 CBCテレビ 東海テレビ メ〜テレ 中京テレビ       | 関西広域圏の在阪準キー局（テレビ大阪を除く）と中日資本を有する びわ湖放送をフルサイズで掲載。 一部地域又はケーブルテレビによる視聴が可能であるKBS京都・テレビ大阪 及び中京広域圏の準キー局がハーフサイズで掲載。 かつてはKBS京都はフルサイズ、びわ湖BBCはハーフサイズで掲載され、 テレビ大阪は非掲載だった。 中京広域圏のリモコンキーIDは非表示である。 |
| 福井県   | 嶺南版                                               | 福井テレビ 8 FBCテレビ 7 MBSテレビ 4 ABCテレビ 6 MROテレビ 6 HAB 5      | KBS京都 5 びわ湖BBC 3 石川テレビ テレビ金沢                           | 中日資本を有する福井テレビ（福井新聞も出資）を最初に配列、 次にFBCテレビを配列する形になっている。 2017年に嶺南版と嶺北版を統合し、MBS・ABC・MRO・HABをフルサイズに、 KBS京都・びわ湖BBCを46行、石川テレビ・テレビ金沢を33行に掲載を変更した。 統合前は読売YTV以外の関西広域圏3局とKBS京都・びわ湖BBCをフルサイズ、 読売YTVをハーフサイズで掲載していた。 統合により、カンテレ・読売YTVの掲載を終了した。 |
| 福井県   | 嶺北版                                               | 福井テレビ 8 FBCテレビ 7 MBSテレビ 4 ABCテレビ 6 MROテレビ 6 HAB 5      | KBS京都 5 びわ湖BBC 3 石川テレビ テレビ金沢                           | 嶺南版との統合前は石川4局をフルサイズ、 関西広域圏4局をハーフサイズで掲載していた。 |
| 福井県   | （日刊県民福井）                                     | 福井テレビ 8 FBCテレビ 7 MROテレビ 6 HAB 5 MBSテレビ 4 ABCテレビ 6      | KBS京都 5 びわ湖BBC 3 石川テレビ テレビ金沢                           | 掲載局については中日新聞と同様に嶺南・嶺北でわかれていたが、中日新聞と同時に統合されている。 フルサイズの収録局は中日新聞嶺南版・嶺北版と共通だが並び順が異なる。 KBS京都およびびわ湖BBCのリモコンキーIDは非表示である。 |

### テレビ欄に関する備考
2011年7月24日に地上デジタル放送の完全移行が行われることに伴い、同日付からテレビ欄のレイアウトをリニューアルした。アナログ放送終了によりGコードが廃止され、午前・午後の番組枠の行数がこれまでの4行から3行に再編された。また、これまで中面で掲載されていた民放系BSデジタル局のうち、BS日テレ、BS朝日、BS-TBS、BSジャパン（現・BSテレ東）、BSフジが最終面に移動した。中面にはスターチャンネル（現・BS10スターチャンネル）、BS11、トゥエルビが掲載されているほか、一般紙では珍しくJ SPORTSの4つのチャンネル（1・2・3・4）を掲載。さらに、2011年10月1日にWOWOWの再編でプライムは最終面、ライブ・シネマは中面に掲載されている。同時にBSスカパー!および放送大学テレビ・ラジオの番組欄も中面に掲載されるようになった。2012年3月17日からはDlifeも追加されている。2017年1月1日付から、前日まで最終面に掲載されていたWOWOWプライムが中面に、同じく中面に掲載されていたBS11、トゥエルビが最終面にそれぞれ掲載位置が入れ替わった。2022年11月1日からは前日（10月31日）に閉局したBSスカパー!に替わってBS松竹東急とBSJapanext（現・BS10）、時代劇専門チャンネルが新たに掲載され、スターチャンネル1・2は掲載を取り止めた。

### ラジオ欄
各県ごとの配置（新聞の表記通りに記載）
- 愛知県
  - 大サイズ：NHK第一 CK、NHK第二 CB、NHKFM、CBCラジオ、TOKAI RADIO、FM AICHI、ZIP-FM
  - 中サイズ：ぎふチャン、radioFM三重、FM GIFU、ラジオNIKKEI
- 岐阜県
  - 大サイズ：NHK第一 CK、NHK第二 CB、NHKFM、CBCラジオ、TOKAI RADIO、FM GIFU、ZIP-FM
  - 中サイズ：ぎふチャン、FM AICHI、radioFM三重、ラジオNIKKEI
- 三重県
  - 大サイズ：NHK第一 CK、NHK第二 CB、NHKFM、CBCラジオ、TOKAI RADIO、radioFM三重
  - 中サイズ：FM AICHI、ZIP-FM、FM GIFU
  - 小サイズ（2010年9月30日付までは極小サイズ）：ABCラジオ、MBS エムラジ、大阪OBC
  - 極小サイズ：ラジオNIKKEI
  - ぎふチャンは掲載されていない（夕刊は3県共通のため掲載されている）
- 伊賀・新宮、紀州
  - 中サイズ：NHK第一、NHK第二、NHKFM、CBCラジオ、TOKAI RADIO、radioFM三重、FM AICHI、ZIP-FM、FM大阪、FM802
  - 小サイズ：MBS エムラジ、ABCラジオ、大阪OBC、ラジオ関西、ラジオNIKKEI
- 静岡県
  - 中サイズ：NHK第１、NHK第２、CBC、TOKAI、SBS静岡、NHKFM、FM AICHI、ZIP-FM、FM Haro!、K-MIX
  - 小サイズ：TBSラジオ、文化放送、ニッポン放送（極小サイズ×2）、ラジオ日本RF、ラジオNIKKEI
- 長野県
  - 中サイズ：NHK第一、NHK第二、NHKFM、信越SBC、FM長野、CBCラジオ、TOKAI RADIO、TBSラジオ、文化放送、ニッポン放送、ラジオ日本、ぎふチャン、ラジオNIKKEI
  - 小サイズ：FM FUJI
- 滋賀県
  - 中サイズ：NHK第一、NHK第二、NHKFM、KBS滋賀、e-radio、α-station、FM大阪、FM802、Kiss FM KOBE（FM COCOLOを除いた関西の主要FM局を全局掲載）
  - 小サイズ：MBS エムラジ、ABCラジオ、大阪OBC、ラジオ関西
  - 極小サイズ：CBCラジオ、TOKAI RADIO、FM AICHI、ZIP-FM、ラジオNIKKEI
  - ぎふチャンは送信所が名古屋より近いにもかかわらず掲載されていない。
- 福井県（なお日刊県民福井のラジオ欄の配列も中日新聞福井版と共通する）
  - 中サイズ：NHK第一、NHK第二、NHKFM、FBC福井、MROラジオ、FM福井、FM石川、FMとやま、ABCラジオ、MBS エムラジ、大阪OBC、ラジオ関西
  - 小サイズ：ラジオNIKKEI
  - 極小サイズ：CBCラジオ、東海ラジオ

ラジオ欄に関する備考
- 2014年4月1日に開局し、2020年6月30日に閉局したRadio NEO（旧・InterFM NAGOYA）は、中日新聞では愛知・岐阜・三重3県とも当初は同局の番組欄掲載を見合わせていたが、2014年4月21日付から小サイズ（愛知県版）で掲載されていた。ただし、夕刊には掲載を見合わせていた。
- また、愛知県東三河版で東三河欄にエフエム豊橋を小サイズで掲載しているなど、コミュニティ放送のうち中日新聞と関わりの深いものについては掲載されることもある。なお東海本社（静岡）版ではFM Haro!がラジオ欄に載っている。
- ラジオNIKKEI掲載については、愛知・岐阜・三重（伊賀・紀州を含む）・滋賀は極小サイズで掲載されていたが、RADIO-iの閉局に伴い2010年10月1日付から愛知・岐阜では中サイズでの掲載になった。しかし、2014年4月21日付からは先述のRadio NEO（旧・InterFM NAGOYA）の番組欄掲載のため極小サイズに格下げされた。静岡県版は2007年12月1日からBS11とトゥエルビを掲載するためにスペースが確保できなくなり、ラジオNIKKEIの掲載を打ち切ったが、2010年10月1日付から先述のRADIO-iの閉局に伴い空いたスペースに再び掲載されるようになった。
- ラジオ欄には2011年7月23日付まで在京キー局系のBSデジタル5局が掲載されていたが、先述の通り7月24日付から最終面に移設した。空いたスペースに先述のJ SPORTSの4つのチャンネルが掲載されている。

### 夕刊
広域版
- フルサイズ：NHK総合（名古屋）、NHK教育（名古屋）、CBCテレビ、東海テレビ、テレビ愛知、メ〜テレ、中京テレビ
- ハーフサイズ：NHK BS、NHKBSプレミアム4K、三重MTV、ぎふチャン
- 小サイズ：NHK BS8K、BS日テレ、BS朝日、BS-TBS、BSテレ東、BSフジ、WOWOWプライム、BS松竹東急、BS11 イレブン、BS12 トゥエルビ
- ラジオ：NHK第一 CK、NHK第二 CB、CBCラジオ、TOKAI RADIO、NHK-FM、FM AICHI、ZIP-FM、radioFM三重、FM GIFU、ぎふチャン

静岡版
- フルサイズ：NHK総合（静岡）、NHK Eテレ（静岡）、テレしず、静岡朝日テレビ、SBS静岡放送、Daiichi-TV
- 小サイズ：CBC、東海、テレビ愛知、NHK BS、NHKBSプレミアム4K
- 極小サイズ：メ〜テレ、中京、NHK BS8K、BS日テレ、BS朝日、BS-TBS、BSテレ東、BSフジ、WOWOWプライム、BS10 テン、BS11 イレブン、BS12 トゥエルビ
- ラジオ（SBS以外小サイズ）：NHK第1、NHK第2、CBC、TOKAI、NHK FM、FM AICHI、ZIP-FM、ラジオNIKKEI、SBS静岡（これだけ極小サイズ）

### 週間テレビガイド
サンデー版の3・6ページ目に地上波の放送局、4・5ページ目にBSの放送局を掲載。月曜から翌週の日曜までを日別に掲載されるが、日刊県民福井はサンデー版を発行していないため日曜日の中面に掲載される。
愛知・岐阜・三重県版
- NHK総合（名古屋）、NHK Eテレ（名古屋）、CBCテレビ、東海テレビ、テレビ愛知、メ〜テレ、中京テレビ、ぎふチャン、三重MTV

伊賀・紀州（新宮市のみ）版
- ハーフサイズ：NHK総合（名古屋・大阪）、NHK Eテレ（名古屋・大阪）、MBSテレビ、ABCテレビ、カンテレ、読売YTV
- 1/4サイズ：CBCテレビ、東海テレビ、メ〜テレ、中京テレビ、三重MTV、テレビ和歌山
  - ※テレビ大阪、ならびにテレビ愛知は収録されていない。

滋賀県版
- ハーフサイズ：NHK総合（大津）、NHK Eテレ（大阪）、MBSテレビ、ABCテレビ、カンテレ、読売YTV、びわ湖BBC、KBS京都
  - ※テレビ大阪、ならびに中京広域圏の放送は収録されていない。

静岡県版
- フルサイズ：NHK総合（静岡）、NHK Eテレ（静岡）、テレしず、静岡朝日テレビ、SBS静岡放送、Daiichi-TV、
- ハーフサイズ：CBCテレビ、東海テレビ、テレビ愛知、メ～テレ、中京テレビ、テレビ東京

福井県版・日刊県民福井
- フルサイズ：NHK総合（福井）、NHK Eテレ（福井）、福井テレビ、FBCテレビ
- 1/3サイズ：MROテレビ、HAB、MBSテレビ、ABCテレビ、KBS京都、びわ湖BBC
- 1/4サイズ：福井コミュニティ、つるがチャンネル、丹南地域ふれあい、チャンネルO

長野県版
- ハーフサイズ：NHK総合（長野）、NHK Eテレ（長野）、長野放送、信越放送、テレビ信州、長野朝日放送
- 1/4サイズ：CBCテレビ、東海テレビ、メ〜テレ、中京テレビ、テレビ愛知、テレビ東京

東京新聞（関東）
- NHK総合（東京）、NHK Eテレ（東京）、日本テレビ、テレビ朝日、TBSテレビ、テレビ東京、フジテレビ、TOKYO MX1
  - ※2018年9月30日から静岡県内向けに限り、上述の静岡県版と同一の掲載に切り替わった。

北陸中日新聞（石川・富山）
- NHK総合（金沢）、NHK Eテレ（金沢）、石川テレビ、MROテレビ、テレビ金沢、HAB、BBT、チューリップ、KNBテレビ

BS
- NHK BS1、NHK BSプレミアム、BS日テレ、BS朝日、BS-TBS、BSテレ東、BSフジ、WOWOWプライム、BS11 イレブン、BS12 トゥエルビ

## 中日新聞web・中日新聞電子版
中日スポーツ・東京新聞・東京中日スポーツを除く中日新聞グループ各紙（中日新聞、中日新聞静岡版、北陸中日新聞、日刊県民福井）購読者を対象としたネット会員サービス。購読者は一般会員に無料で登録することができ、当該新聞の記事の詳細を閲覧できるほか、名古屋市内向け朝刊最終版紙面と各地方版、サンデー版をパソコンで閲覧できる紙面ビューアー・スマートフォンで閲覧できる専用アプリが用意されている。また「プレミアム会員」への登録を済ませると、東京新聞の電子版も閲覧できる。なお東海3県、北陸3県と、長野県・静岡県・滋賀県の一部地域では東京新聞電子版はプレミアム会員限定となっており、それ以外の地域は中日新聞webの会員でなくても東京新聞電子版は申し込めば閲覧できる。
なお、前身の「中日新聞プラス」は2020年5月27日にリニューアルを行い、「中日新聞web」に統合され、地方版を除く紙面ビューアー・専用アプリは2022年2月17日に提供が開始された。
2024年4月1日からは、宅配購読者向けサービスを拡充し、しずおか版朝刊最終版・北陸中日新聞石川県向け朝刊最終版および日刊県民福井の各紙面も専用アプリにて提供されている。

## 天気予報欄
- 朝刊では2020年10月1日以降、1面コラム「中日春秋」横に天気図・概況と東海3県内などの予報[41]、社会面に全国主要都市の予報が掲載されている[42]。
  - 1面には、天気図の左隣に名古屋・豊橋・岐阜・高山・津・尾鷲・浜松・金沢・東京・大阪の発行日当日の3時間ごとの天気予報・降水確率・予想最低気温・予想最高気温・3日後までの天気予報と中日新聞Web内の天気予報へリンクするQRコードが掲載されている[41]。
  - 社会面には、札幌・仙台・東京・静岡・長野・名古屋・岐阜・津・福井・大津・京都・大阪・広島・福岡・那覇の発行日当日の天気予報・降水確率・予想最低気温・予想最高気温・3日後までの天気予報が掲載されている[42]。
- 2020年9月30日までは、1面の天気図左隣に名古屋・豊橋・岐阜・高山・津・尾鷲・浜松・彦根・長野・松本・飯田・福井の発行日当日の3時間ごとの天気予報・降水確率・予想最低気温・予想最高気温・3日後までの天気予報、天気図右隣に札幌・仙台・東京・静岡・富山・金沢・京都・大阪・広島・福岡・那覇の朝昼夜の天気予報・降水確率・予想最低気温・予想最高気温・3日後までの天気予報、天気図右隣に札幌・仙台・東京・静岡・富山・金沢・京都・大阪・広島・福岡・那覇の朝昼夜の天気予報・降水確率・予想最低気温・予想最高気温・3日後までの天気予報が掲載されていた[43]。

- 長野県向け・滋賀県向け・福井県向けおよび東海本社発行の静岡県向けの各紙面では天気予報の掲載地点が一部入れ替えられている。
- 夕刊は、コラム「遊歩道」横に「週間天気」のタイトルで掲載されており、掲載地点は2020年9月30日までの朝刊と同一だが、時間ごとの区切りでの掲載はなく、すべての地点で1週間後までの予報が掲載されている[44]。

## 備考
- 朝刊1面に掲載されるコラムの題名は「中日春秋」、夕刊1面に掲載されるコラムの題名は「遊歩道」である。なお「中日春秋」の内容は木曜掲載分を除き東京新聞「筆洗」と同一である。
- 愛知県、岐阜県、三重県（一部地域を除く）、静岡県は朝・夕刊セット、その他の県は統合版（夕刊発行なし）となるが、朝夕刊セット地域でも朝刊のみの購読は可能である。
- 静岡県では、大井川以東と富士川以西の間でのみ、中日新聞東京本社が発行する東京新聞静岡版（統合版）[注 34]と中日新聞とが併売されている。大井川以西では中日新聞のみ、富士川以東では東京新聞のみ発行されている。また、県中部を中心に夕刊が翌日朝刊と同時配達になる地域も存在する。
- 福井県では、福井市など一部地域で日刊県民福井（中日新聞福井支社が発行）と併売されている。
- 滋賀県版（滋賀中日）では2004年3月ごろから、地元密着の情報を掲載するため、1面・社会面で随時滋賀県内のニュースをカラー写真つきで大きく伝えており、滋賀県版の第二県版「びわこ版」では、京阪神のイベント・ショッピング情報も掲載している。
- 滋賀県版・長野県版・福井県版朝刊の1面には、紙面上部頁数表記の右隣に加えて題字下にも2014年1月の紙面リニューアル時から「滋賀」「長野」「福井」と表記されている[注 35]。
- ジャパンタイムズや週刊STなど、ジャパンタイムズ社の刊行物は、全国的には朝日新聞の流通網で配達されるが、愛知県、岐阜県、三重県では中日新聞の流通網で配達される。
- 大阪支社は大阪市北区堂島の紀陽ビルに入居しており、1階の掲示ブースで当日発行の中日新聞・東京新聞・中日スポーツの一部紙面が閲覧でき、同所には新聞販売機[注 36]も設置されている[注 37]（2025年1月までは、東京中日スポーツの紙面掲示・販売もしていた）。

## 発行所・発行部数推移
中日新聞の部数の推移は2010年270万部、2011年268万部2012年266万部、2013年264万部、2014年253万部、2015年245万部、2016年245万部、2017年236万部2018年227万部、2019年219万部、2020年208万部2021年197万部、2022年188万部と減少傾向にある。

本社（名古屋）
- 郵便番号460-8511 名古屋市中区三の丸1-6-1

東海本社
- 郵便番号435-8555 浜松市中央区薬新町45

## 発行エリア内の取材拠点
愛知県
- 本社（名古屋）、日進通信部、豊橋総局、岡崎支局、豊田支局、豊川通信局、新城通信局、蒲郡通信局、安城通信局、西尾通信局、刈谷通信局、碧南通信局、田原通信部、設楽通信部、一宮総局、瀬戸支局、半田支局、春日井支局、中部空港支局（常滑）、津島通信局、犬山通信局、小牧通信局、東海通信局、大府通信局、常滑通信局、蟹江通信部、江南通信部、稲沢通信部、内海通信部（知多）

岐阜県
- 岐阜支社、羽嶋通信部、北方通信部、各務原通信部、北方通信部、各務ヶ原通信部、関支局、多治見支局、大垣支局、高山支局、美濃加茂通信局、郡上八幡通信局、恵那通信局、中津川通信局、養老通信局、萩原通信局、白鳥通信部、可児通信部、揖斐川通信部、飛騨通信部

三重県
- 三重総局（津）、伊賀支局、四日市支局、伊勢支局、松阪支局、尾鷲支局、熊野通信局、桑名通信局、鈴鹿通信局、鳥羽通信部、紀伊長島通信部、名張通信部、志摩通信部、新宮支局（和歌山県）

静岡県
- 東海本社（浜松）、掛川支局、袋井通信部、菊川・御前崎通信部、湖西支局、細江通信部（浜松）、磐田通信局、浜北情報係（浜松）、天竜通信部（浜松）、静岡総局、沼津支局、島田通信局、富士通信部、藤枝通信部、牧之原通信部

長野県
- 長野支局、松本支局、飯田支局、上高地臨時支局、木曽通信局、諏訪通信局、伊那通信局、塩尻通信部、岡谷通信部、駒ケ根通信部

福井県
（福井支社は日刊県民福井の法人上の登記本店と同じであるが、電話番号が異なる。また敦賀、小浜を除き日刊県民福井の支社・通信部を兼務）
- 福井支社、敦賀支局、小浜通信局、日刊県民福井本社（福井）、丹南支社、坂井支社、大野支社、鯖江通信部、勝山通信部

滋賀県
- 大津支局、彦根支局、近江八幡通信局、長浜通信局、甲賀通信局、東近江通信部、木之本通信部（長浜）

## 海外拠点
海外総局・支局：
- ソウル：辻渕智之、城内康伸
- 北京：安藤淳、朝田憲祐、渡部圭
- バンコク：杉谷剛、古田秀陽
- ワシントン：嶋田昭浩、古川雅和、岩田仲弘

## 印刷工場
- 本社（名古屋市中区）、辻町北・辻町南（名古屋市北区）、大府、岐阜、浜松都田（浜松市浜名区）

東海地方の中で唯一三重県内に印刷工場が存在しない。しかし過去に天候障害（雪による道路通行止めなど）による新聞輸送の影響などを考え津市あのつ台（サイエンスシティ）に印刷工場を建設する計画もあった。印刷工場が建設される予定であった場所には、中日新聞グループの折込広告を扱う中日三重サービスセンターの本社が建設された。
2009年6月1日に辻町（のちの辻町南工場竣工時に「辻町北工場」に改称、中日プリンタリが運営）、豊田（シー・ピー・エスが運営）、岐阜・東濃（両工場とも中日岐阜オフセットが運営）の各工場が経営統合され、「中日新聞印刷株式会社」の運営となった。辻町南工場は「中日高速オフセット印刷株式会社」が、浜松都田工場は「中日オフセット印刷株式会社」がそれぞれ運営している。
岐阜工場においては、中日新聞の岐阜版・福井版・滋賀版のほか、福井支社発行の日刊県民福井、および岐阜県・福井県・滋賀県・京都府向けの中日スポーツの印刷も行われている。

## 主催する主なスポーツイベント
- 名古屋ウィメンズマラソン
- 中日クラウンズ
- 大相撲名古屋場所
- 伊勢志摩中日ウォーク

## 縮刷版
中日新聞の縮刷版は1972年2月に創刊（1972年1月分）されている。最終版（=名古屋市民版）の一か月分の全紙面をA4サイズに縮小し、一冊の書籍にして毎月下旬に発行されている。東海3県を中心に中部地方の図書館や国立国会図書館で閲覧ができる。
なお、中日新聞東海本社発行の静岡版、中日新聞東京本社が発行する東京新聞と、中日新聞北陸本社発行の石川県の北陸中日新聞・福井県の日刊県民福井の系列各新聞は縮刷版を発行していないが、関東地方・北陸地方でも東京新聞・北陸中日・県民福井の販売店を通じて中日新聞縮刷版（名古屋版）の申し込みが可能である。

## 関連放送事業者
東海地方
- CBCテレビ
- 東海テレビ放送（THK）
- テレビ愛知（TVA）
- 三重テレビ放送（MTV）
- テレビ静岡（SUT）
- 静岡朝日テレビ（SATV）
- CBCラジオ
- 東海ラジオ放送（SF）
- エフエム愛知（FM AICHI）
- ZIP-FM
- 三重エフエム放送（radio cube FM三重）
- エフエム岐阜（FM GIFU）
- 静岡エフエム放送（K-mix）

滋賀県
- びわ湖放送（BBC）
- エフエム滋賀（e-radio）

関東地方
- 東京メトロポリタンテレビジョン（TOKYO MX）
- テレビ神奈川（tvk）
- テレビ埼玉（テレ玉 TVS）
- 千葉テレビ放送（チバテレビ ctc）
- 群馬テレビ（GTV）
- とちぎテレビ（GYT）

長野県
- 長野放送（NBS）

北陸地方
- 福井テレビジョン放送（FTB）
- 石川テレビ放送（ITC）
- テレビ金沢（KTK）- 北國新聞系列だが、資本関係がある。
- 北陸朝日放送（HAB）- ニュース提供関係はないが、資本関係がある。
- 富山テレビ放送（BBT）
- チューリップテレビ（TUT）- ニュース提供関係はないが、資本関係がある。
- 福井エフエム放送（FM福井）
- エフエム石川（HELLO FIVE）
- 富山エフエム放送（FMとやま）

北海道地方
- エフエム北海道（AIR-G'）

## イメージキャラクター
※中日新聞のテレビCMなどのイメージキャラクターは、2002年から設定された。東京新聞も中日新聞のキャラクターを共用している。
中日新聞・東京新聞
- 高橋尚子（岐阜県出身）
- 吉瀬美智子（2013年3月 - 2014年2月）
- 米倉涼子（2014年3月 - 2016年2月）
- 又吉直樹・遼河はるひ（2016年3月 -  2017年2月）
- 杉咲花・遼河はるひ・住田隆（2017年3月 - ） 杉咲は2023年1月から全国紙の日本経済新聞（日経電子版）のCMキャラクターに転向

東京新聞
- モーリー・ロバートソン（2019年 - 2020年3月）
- かわうそ君（吉田戦車の漫画『伝染るんです。』の登場人物。2020年4月 - ）

北陸中日新聞
- 京田陽太（当時中日ドラゴンズ・2025年現在は横浜DeNAベイスターズ、石川県能美市出身、2018年2月 - 2020年2月）
- 海老瀬はな（2020年3月[51] - 2021年2月） - 2021年3月以降はモデルの木谷有里が出演しているがイメージキャラクターではなく、インタビューの聞き手として出演している[52]。
- 桂空治（2024年3月 - 石川県能美市出身）